# Лай (приток Оленицы)
Лай — река в Мурманской области России. Протекает по территории Терского района. Правый приток Оленицы.
Длина реки составляет 21 км. Площадь бассейна 108 км². Скорость течения 0,1 м/с.
Берёт начало в болотистой местности близ озера Лай на высоте свыше 130 м над уровнем моря. Протекает по лесной, местами болотистой местности. Порожиста. Проходит через озеро Лай. Основной приток — Горелый впадает в Лай слева в 1,5 км от устья. Лай впадает в Оленицу справа в 20 км от устья. Населённых пунктов на реке нет.

## Данные водного реестра
Код объекта в государственном водном реестре — 02020000212101000008537.